# 15303 Hatoyamamachi
15303 Hatoyamamachi è un asteroide della fascia principale. Scoperto nel 1992, presenta un'orbita caratterizzata da un semiasse maggiore pari a 2,9958735 UA e da un'eccentricità di 0,1053760, inclinata di 9,13125° rispetto all'eclittica.